# Euryparyphes bolivarii
Euryparyphes bolivarii är en insektsart som först beskrevs av Carl Stål 1876.  Euryparyphes bolivarii ingår i släktet Euryparyphes och familjen Pamphagidae. Inga underarter finns listade i Catalogue of Life.